# 2024 UEFA 유로파컨퍼런스리그 결승전
2024 UEFA 유로파컨퍼런스리그 결승전은 UEFA 유로파컨퍼런스리그의 세번째 결승전이다. 경기는 그리스의 올림피아코스와 이탈리아의 피오렌티나가 2024년 5월 29일에 그리스 아테네에 위치한 아야 소피아 스타디움에서 맞붙을 예정이다.
이 경기의 승리 팀은 리그 성적을 통해 이미 챔피언스리그나 유로파리그에 진출한 경우를 제외하고 2024-25년 UEFA 유로파리그 조별 예선에 진출하게 된다.

## 경기 정보
올림피아코스의 유럽 무대 결승전 진출은 이번이 처음이다. 그리스 팀이 유럽 대항전 결승전에 모습을 드러낸 것은 지금까지 2번이며, 1971년 유러피언컵 결승전에서 패한 파나티나이코스가 최초이다. 피오렌티나는 UEFA 유로파컨퍼런스리그 결승전에 두 번 출전한 최초의 클럽이자 두 번 연속 출전한 첫 번째 클럽이다.
| 구단명       | 이전 결승 기록 (굵은 글씨는 해당 년도 우승이다.) |
| ------------ | ------------------------------------------------ |
| 올림피아코스 | 없음                                             |
| 피오렌티나   | 1(2023)                                          |

## 경기장
후원 계약에 따라 OPAP 아레나로 알려진 아테네의 아야 소피아 스타디움은 올림피아코스의 지역 라이벌 중 하나인 AEK 아테네의 홈구장이다. 이 경기장은 2022년 9월에 개장했으며, 수용 인원은 31,100명이다. 이 경기는 그리스에서 열리는 8번째 단일 UEFA 클럽 결승전으로, 3번의 유러피언컵/챔피언스리그 결승전(1983년, 1994년, 2007년), 3번의 컵위너스컵 결승전(1971년, 1973년, 1987년)을 개최했다.

### 개최지 선정
2022년 6월 21일, UEFA는 2025년 결승전과 병행하여 개최될 결승전 입찰 절차를 개시하였다. 관심 있는 입찰자는 결승전 중 하나 또는 둘 다에 입찰할 수 있다. 제안된 경기장은 천연 잔디를 포함해야 하며, 총 수용 인원이 30,000명에서 50,000명 사이인 UEFA 분류 4 경기장이어야 한다. 입찰 일정은 다음과 같았다:
- 2022년 6월 21일: 공식 지원서 제출
- 2022년 8월 31일: 입찰의사표시 마감일
- 2022년 9월 7일: 입찰참가자격 취득
- 2022년 11월 3일: 예비입찰서류 제출
- 2023년 2월 23일: 최종입찰서류 제출
- 2023년 6월 28일: 개최지 선정

UEFA 집행위원회는 2023년 6월 28일 스위스 니옹에서 열린 총회에서 아야 소피아 스타디움을 개최지로 선정했다. 이 경기장은 새 구장으로, 경기장을 운영하는 구단이 국제 대회를 개최해본 적이 없기 때문에 UEFA 클럽 대회와 UEFA 유로 2024 예선 경기를 통해 2023년 11월까지 참관 기간이 적용된다. 개최지가 요건을 충족하면 2023년 12월에 공식적으로 선정이 확정된다.

## 결승전까지의 여정
참고: 아래 모든 결과들에서, 결승전 진출팀들의 스코어를 먼저 표시한다. (H: 홈; A: 원정; N: 중립)
| 순위 | 팀                  | 경기 | 승점 |
| ---- | ------------------- | ---- | ---- |
| 1    | 웨스트햄 유나이티드 | 6    | 15   |
| 2    | 프라이부르크        | 6    | 12   |
| 3    | 올림피아코스        | 6    | 7    |
| 4    | TSC 바치카 토폴라   | 6    | 1    |

| 순위 | 팀           | 경기 | 승점 |
| ---- | ------------ | ---- | ---- |
| 1    | 피오렌티나   | 6    | 12   |
| 2    | 페렌츠바로시 | 6    | 10   |
| 3    | 헹크         | 6    | 9    |
| 4    | 추카리치키   | 6    | 0    |

## 경기 결과
홈팀(행정상)은 8강과 4강 조 추첨 후에 추가 추첨을 통해 결정되었다.
| 올림피아코스        | 1 - 0 (연장전) | 피오렌티나 |
| ------------------- | -------------- | ---------- |
| 아유브 엘 카비 116′ | 리포트         |            |

| 올림피아코스 |

| GK                     | 88 | 콘스탄티노스 촐라키스         |
| RB                     | 23 | 호지네이                      |
| CB                     | 45 | 파나요티스 레초스             |
| CB                     | 16 | 다비드 카르무                 |
| LB                     | 3  | 프란시스코 오르테가           |
| CM                     | 32 | 산티아고 에세                 |
| CM                     | 8  | 비센테 이보라                 |
| RW                     | 56 | 다니엘 포덴스                 |
| AM                     | 6  | 시킹                          |
| LW                     | 7  | 코스타스 포르투니스 (c)       |
| CF                     | 9  | 아유브 엘 카비                |
| 교체 선수:             |    |                               |
| GK                     | 1  | 알렉산드로스 파스할라키스     |
| GK                     | 99 | 아타나시오스 파파두디스       |
| DF                     | 18 | 키니 마린                     |
| DF                     | 27 | 오마 리처즈                   |
| DF                     | 65 | 아포스톨로스 아포스톨로풀로스 |
| DF                     | 74 | 안드레아스 은도이             |
| MF                     | 5  | 안드레 오르타                 |
| MF                     | 15 | 소티리스 알렉산드로풀로스     |
| MF                     | 19 | 요르요스 마수라스             |
| MF                     | 20 | 주앙 카르발류                 |
| FW                     | 11 | 유세프 엘아라비               |
| FW                     | 22 | 스테반 요베티치               |
| 감독:                  |    |                               |
| 호세 루이스 멘딜리바르 |    |                               |

| GK                | 1  | 피에트로 테라차노        |
| RB                | 2  | 도도                     |
| CB                | 4  | 니콜라 밀렌코비치        |
| CB                | 28 | 루카스 마르티네스 콰르타 |
| LB                | 3  | 크리스티아노 비라기 (c)  |
| CM                | 6  | 아르투르 멜루            |
| CM                | 38 | 롤란도 만드라고라        |
| RW                | 10 | 니콜라스 곤살레스        |
| AM                | 5  | 자코모 보나벤투라        |
| LW                | 99 | 크리스티앙 쿠아메        |
| CF                | 20 | 안드레아 벨로티          |
| 교체 선수:        |    |                          |
| GK                | 53 | 올리베르 크리스텐센      |
| DF                | 16 | 루카 라니에리            |
| DF                | 22 | 다비데 파라오니          |
| DF                | 33 | 마이클 카요데            |
| DF                | 65 | 파비아노 파리시          |
| MF                | 8  | 막심 로페즈              |
| MF                | 19 | 지노 인판티노            |
| MF                | 32 | 앨프리드 덩컨            |
| MF                | 72 | 안토닌 바락              |
| FW                | 9  | 루카스 벨트란            |
| FW                | 11 | 조나탕 이코네            |
| FW                | 18 | 음발라 은졸라            |
| 감독:             |    |                          |
| 빈첸조 이탈리아노 |    |                          |

- 최우수 선수:

| 부심: 파울루 소아르스 (포르투갈) 페드루 히베이루 (포르투갈) 대기심: 글렌 뉘베리 (스웨덴) 보조심: 마보드 베이기 (스웨덴) 비디오 판독심(VAR): 티아구 마르팅스 (포르투갈) 보조 비디오 판독심(VAR): 크리스티안 딩게르트 (독일) 지원 비디오 판독심(VAR): 마르코 프리츠 (독일) | 경기 규칙 - 전후반 90분 동안 경기를 진행한다. - 전후반 90분 상황에서 동점이면 연장전 30분을 진행한다. - 연장전에서도 동점이면 승부차기를 진행한다. - 교체 선수 명단은 12명까지 올릴 수 있으며 한 팀당 최대 5명까지 교체할 수 있다. 연장전에 들어간 경우에는 최대 6명까지 교체할 수 있다. 각 팀에게는 3번의 선수 교체 기회가 주어지며 연장전에 한해 4번째 선수 교체 기회가 주어진다. 단 하프타임, 연장전 시작 이전, 연장전 하프타임에 일어난 선수 교체는 제외된다. |

## 같이 보기
- 2023-24년 UEFA 유로파컨퍼런스리그
- 2024 UEFA 챔피언스리그 결승전
- 2024 UEFA 유로파리그 결승전